# Раштовецька сільська рада
Раштове́цька сільська́ ра́да — адміністративно-територіальна одиниця та орган місцевого самоврядування в Гусятинському районі Тернопільської області. Адміністративний центр — село Раштівці.

## Загальні відомості
- Територія ради: 31,817 км²
- Населення ради: 782 особи (станом на 2001 рік)
- Територією ради протікає річка Гнила

## Населені пункти
Сільській раді підпорядковані населені пункти:
- с. Раштівці

## Склад ради
Рада складається з 14 депутатів та голови.
- Голова ради: Лесь Іван Петрович
- Секретар ради: Бабій Богданна Михайлівна

### Керівний склад попередніх скликань
| Прізвище, ім'я, по батькові | Основні відомості                                                 | Дата обрання | Дата звільнення |
| --------------------------- | ----------------------------------------------------------------- | ------------ | --------------- |
| Лесь Іван Петрович          | Сільський голова, 1967 року народження, освіта вища, безпартійний | 26.03.2006   | 31.10.2010      |
| Лесь Іван Петрович          | Сільський голова, 1967 року народження, освіта вища, безпартійний | 31.10.2010   |                 |

Примітка: таблиця складена за даними сайту Верховної Ради України

### Депутати
За результатами місцевих виборів 2010 року депутатами ради стали:

#### За суб'єктами висування
| Суб'єкт висування | Кількість обраних депутатів | %   |
| ----------------- | --------------------------- | --- |
| Самовисування     | 14                          | 100 |

#### За округами
| № округу | Прізвище, ім'я, по батькові   | Дата визнання обраним | Освіта  | Партійна приналежність | Відомості про обраного депутата                                         |
| -------- | ----------------------------- | --------------------- | ------- | ---------------------- | ----------------------------------------------------------------------- |
| 1        | Федчишин Василина Ярославівна | 04.11.2010            | вища    | позапартійна           | Гусятинський територіальний центр, соціальний працівник                 |
| 2        | Ланюш Оксана Миколаївна       | 04.11.2010            | вища    | позапартійна           | Гусятинська ЦКРЛ, медсестра полілініки                                  |
| 3        | Гірняк Богдан Степанович      | 04.11.2010            | вища    | позапартійний          | ПП «Оберіг», електромонтер                                              |
| 4        | Лабазович Галина Романівна    | 04.11.2010            | вища    | позапартійна           | загальноосвітня школа І-ІІІ ст. с. Раштівці, завуч по навчальній роботі |
| 5        | Бабій Богдана Михайлівна      | 04.11.2010            | вища    | позапартійна           | Раштівецька сільська рада, секретар сільської ради                      |
| 6        | Лесь Марія Антонівна          | 04.11.2010            | вища    | позапартійна           | загальноосвітня школа І-ІІІ ст. с. Раштівці, директор школи             |
| 7        | Фірман Ярослав Михайлович     | 04.11.2010            | середня | позапартійний          | загальноосвітня школа І-ІІІ ст. с. Раштівці, завгосп                    |
| 8        | Колодій Михайло Іванович      | 04.11.2010            | середня | позапартійний          | тимчасово не працює                                                     |
| 9        | Бабій Петро Михайлович        | 04.11.2010            | середня | позапартійний          | тимчасово не працює                                                     |
| 10       | Рикович Ольга Кирилівна       | 04.11.2010            | вища    | позапартійна           | Будинок культури, художній керівник                                     |
| 11       | Полоз Олександра Йосипівна    | 04.11.2010            | вища    | позапартійна           | Раштовецька сільська рада, головний бухгалтер                           |
| 12       | Глух Олександра Михайлівна    | 04.11.2010            | середня | позапартійна           | Чортківський молокозавод, приймальник молока                            |
| 13       | Лесь Галина Степанівна        | 04.11.2010            | вища    | позапартійна           | Гусятинська ЦКРЛ, завідувачка ФАПом                                     |
| 14       | Пежинський Степан Зіновійович | 04.11.2010            | середня | позапартійний          | Агрохолдинг «Мрія», механізатор                                         |